# Square Rameau (Lille)
Le Square Rameau est un square de Lille, dans le Nord, en France.

## Situation et accès
Il s'agit de l'un des squares du quartier de Lille-Centre qui débouche sur le boulevard Vauban au départ de la rue Boucher-de-Perthes. Il est bordé par la rue Solférino.
Le site figure parmi les îlots regroupés pour l'information statistique (IRIS N° 0105 - LILLE CENTRE 5) de Lille, tels que l'Insee les a établis en 1999.

## Origine du nom
Il porte le nom du compositeur français Jean-Philippe Rameau (1683-1764).

## Bâtiments remarquables et lieux de mémoire

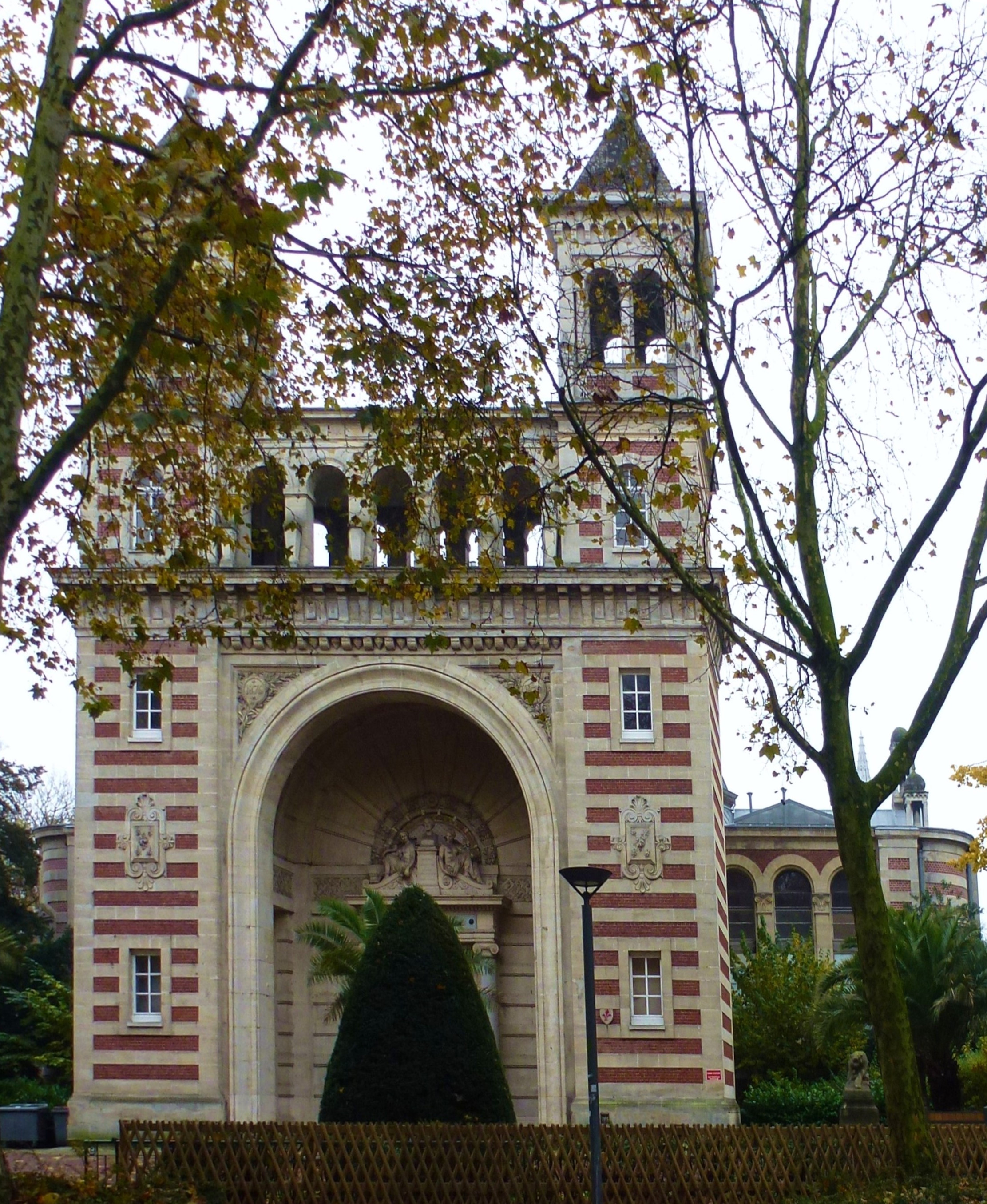
Le square Rameau et le "Palais Rameau"

- Le Palais Rameau a fait l’objet d’une inscription au titre des monuments historiques depuis le 9 septembre 2002[2]